# Телефонски прикључак
Телефонска утичница и телефонски утикач су електрични конектори за повезивање телефонског апарата или другог телекомуникационог уређаја на телефонско ожичење унутар зграде, успостављајући везу с телефонском мрежом. Утикач се убацује у одговарајући прикључак, који је обично причвршћен на зид или подлогу. Стандарди за телефонске утичнице и утикаче варирају од земље до земље, мада је RJ11 модуларни конектор постао далеко најчешћи тип.
Стандард за везу, као што је RJ11, не одређује само физичке аспекте електричног конектора, већ и дефиниције сигнала за сваки контакт, као и пинаут уређаја, тј. додељивање или функцију сваког контакта.  Модуларни конектори су специфицирани за регистровани прикључак (RJ) серије конектора, као и за Етернет и остале конекторе, као што су модуларни конектори 4P4C (4 позиције, 4 контакта), де факто стандард на кабловима за слушалице,  често неправилно.   називају RJ конектори . 